# Bogdan Vătăjelu
Bogdan Ilie Vătăjelu [bogdan vataželu] (* 24. dubna 1993, Ostroveni, Rumunsko) je rumunský fotbalový záložník či obránce, od června 2019 hráč klubu CS Universitatea Craiova.
Dříve nastupoval výhradně v obraně, po přestupu do Česka častěji nastupoval jako křídelní hráč. Je levák a mezi jeho přednosti patří kopací technika, centrování a rychlost. Slabinou je obranná činnost.

## Klubová kariéra

### Před Craiovou
Vătăjelu je produktem akademie Steauy Bukurešť. Za B-tým Steauy odehrál celkem 25 utkání a potom přestoupil do druholigové Vâlcey.
V roce 2013 podepsal Metalulu Reșița, kde byl už po dvou utkáních jmenován kapitánem.
| Gól              | Datum      | Soutěž (kolo) | Zápas                                      | Skóre (minuta)   | Výsledek |
| ---------------- | ---------- | ------------- | ------------------------------------------ | ---------------- | -------- |
| 1                | 2. 6. 2012 | 2. liga (30.) | Politehnica Timisoara – CSM Râmnicu Vâlcea | 1:10(16.) (pen.) | 2:2      |
| Celkem: Liga – 1 |            |               |                                            |                  |          |

### CS Universitatea Craiova
V lednu 2014 Vătăjelu podepsal s tehdy druholigovou Craiovou. V první sezoně odehrál 14 utkání a pomohl Craiově postoupit do 1. ligy. Vătăjelu byl nejvíce využívaným hráčem Craiovy v sezoně 2014/15 a v další sezoně proto nesl kapitánskou pásku.

### AC Sparta Praha
Do pražského klubu přestoupil z rumunského klubu Universitatea Craiova v zimní přestávce sezóny 2016/17 za přibližně 30 milionů korun a stal se prvním rumunským hráčem v historii Sparty. Zpočátku pod trenéry Požárem a Holoubkem vůbec nenastupoval a dostával šanci jen v juniorce.
V prvním jarním kole (17.) se nevešel ani na lavičku a dalších 8 zápasů na ní proseděl. Nic na tom neměnilo ani angažování nového trenéra Petra Rady (přišel po 20. kole). Poprvé v české nejvyšší soutěži nastoupil až ve 25. kole, kdy Sparta hostila Viktorii Plzeň. Kvůli velké marodce sáhl trenér Rada po překvapivém tahu s nasazením Vătăjelua do základní sestavy na místo levého záložníka. Hráč podal velmi dobrý výkon a vysloužil si při střídaní na konci vítězného utkání (2:0) ovace fanoušků a trenér před ním dokonce pomyslně smekl klobouk.
Po tomto utkání Bogdan nastoupil až do konce ročníku pokaždé v základní sestavě. Celkem během toho období odehrál 6 utkání, gól nevstřelil, ale pětkrát na gól přihrál.
V sezoně 2017/18 si v lize zahrál v 19 utkáních, ve kterých si připsal 5 asistencí. Ve 3. kole MOL Cupu proti 1. SC Znojmo poprvé skóroval a Sparta díky němu vyhrála 1:0.
| Gól                         | Datum       | Soutěž (kolo) | Zápas                          | Skóre (minuta) | Výsledek |
| --------------------------- | ----------- | ------------- | ------------------------------ | -------------- | -------- |
| 1                           | 20. 9. 2017 | MOL Cup (3.)  | 1. SC Znojmo – AC Sparta Praha | 0:10(26.)      | 0:1      |
| Celkem: Liga – 0, Pohár – 1 |             |               |                                |                |          |

## Reprezentační kariéra
Vătăjelu reprezentoval Rumunsko v mládežnické kategorii U19.
V rumunském národním mužstvu debutoval 7. 2. 2015 v přátelském zápase v tureckém městě Antalya proti reprezentaci Bulharska (remíza 0:0). Šlo o neoficiální zápas, trenér Rumunska Anghel Iordănescu složil tým převážně z hráčů rumunské Ligy I (de facto B-tým).